# Boca de Pantoja
Boca de Pantoja är en ort i Mexiko.   Den ligger i kommunen Centla och delstaten Tabasco, i den sydöstra delen av landet, 700 km öster om huvudstaden Mexico City. Antalet invånare är 473.
Terrängen runt Boca de Pantoja är mycket platt. Runt Boca de Pantoja är det ganska glesbefolkat, med 32 invånare per kvadratkilometer. Närmaste större samhälle är Chichicastle 1ra. Sección, 7,6 km öster om Boca de Pantoja. I omgivningarna runt Boca de Pantoja växer i huvudsak blandskog.